# Gilles Duport
Gilles Duport (Arles, 1625 - Paris, 1690) dit aussi du Port, est un ecclésiastique et historien français.

## Biographie
Gilles Duport naît à Arles en 1625 et après une formation en droit devient docteur en droit civil et canon. À l’âge de 22 ans, il entre dans la Congrégation de l'Oratoire et enseigne  les humanités d’abord au Mans, ensuite à Avignon. Il sort de la congrégation en 1660. Chanoine et protonotaire apostolique, il écrit une histoire de l’église d’Arles qui sera publiée en 1690, un an avant sa mort.

## Principales œuvres
- 1674 : Rhétorique française, contenant les principales règles de la chaire.
- 1683 : L'art de prêcher, contenant diverses méthodes pour faire des sermons, des panégyriques, des homélies, des prônes, de grands et de petits catéchismes, avec une manière de traiter les controverses suivant les règles des saints Pères et la pratique des plus célèbres prédicateurs.
- 1690 : Histoire de l’Église d’Arles, de ses évêques et de ses monastèresici

## Sources
- Joseph-François Michaud, Louis Gabriel Michaud, Biographie universelle, ancienne et moderne..., Michaud frères, 1814, p. 295ici
- Paul Masson (dir.), Encyclopédie départementale des Bouches-du-Rhône, Archives départementales des Bouches-du-Rhône, Marseille, 17 volumes parus de 1913 à 1937, tome IV, deuxième volume, p. 175-176.